# Regenschatten

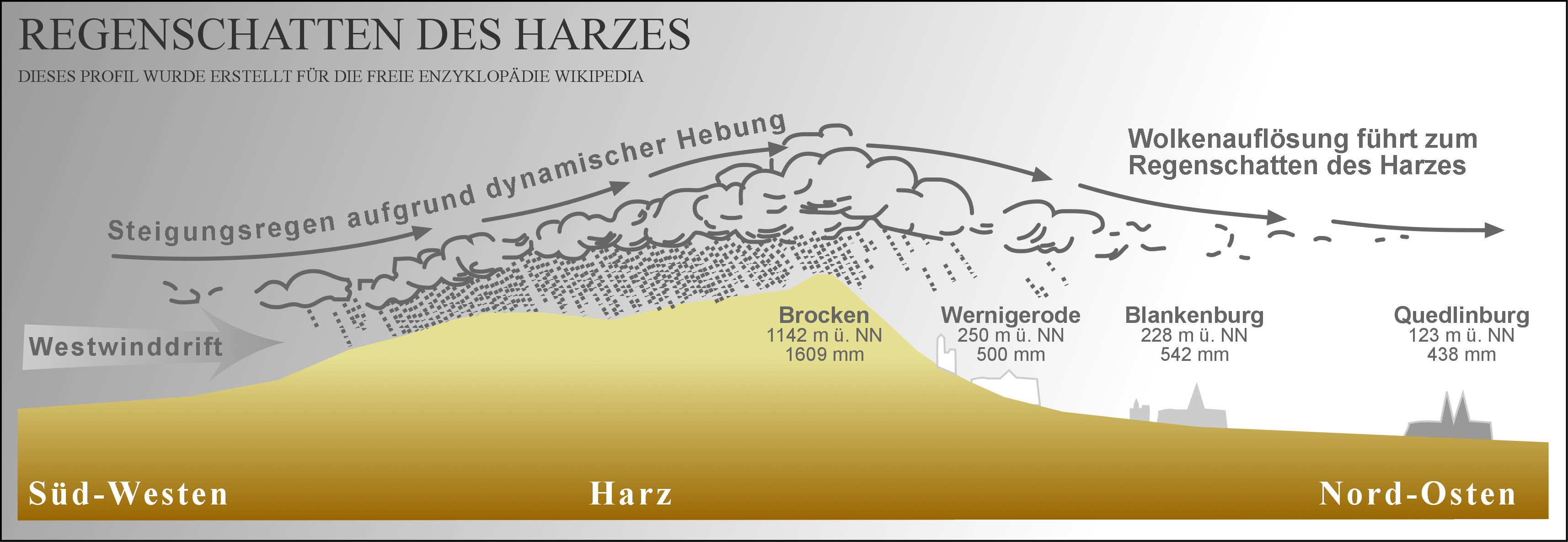
Der Regenschatten des Harzes

Als Regenschatten (oder auch Leewüste) bezeichnet man ein Gebiet, das auf der vom Wind abgewandten Seite (Leeseite) eines Gebirges liegt. In einem solchen Gebiet gibt es eine wesentlich geringere Niederschlagsmenge als auf der gegenüberliegenden Seite des Gebirges, der Luvseite, die meist in den Genuss von Steigungsregen gelangt.
Im Regenschatten von Gebirgen sind deswegen oft Wüsten anzutreffen, die Regenschattenwüsten. Beispielsweise liegt das Hochland von Tibet im Regenschatten des Himalayagebirges, die Mojave-Wüste im Regenschatten der Sierra Nevada, die Rangipo Desert in Neuseeland im Regenschatten der drei Vulkane Mount Ruapehu, Mount Ngauruhoe und Mount Tongariro, die Atacama, die trockenste Wüste der Erde, liegt im Regenschatten der Anden und die Judäische Wüste im Regenschatten des Judäischen Berglands.